# 北京园蛛
北京园蛛（学名：Araneus paitaensis）为园蛛科园蛛属的动物。在中国大陆，分布于北京等地。该物种的模式产地在北京。